# Just Göbel
Marius „Just” Göbel (ur. 21 listopada 1891 w Surabai, zm. 5 marca 1984 w Wageningen) – piłkarz holenderski grający na pozycji bramkarza. W swojej karierze rozegrał 22 mecze w reprezentacji Holandii.

## Kariera klubowa
Całą swoją karierę piłkarską Göbel spędził w klubie SBV Vitesse. Zadebiutował w nim w 1903 roku i grał w nim do 1920 roku. W sezonach 1912/1913, 1913/1914 i 1914/1915 wywalczył z Vitesse trzy wicemistrzostwa Holandii.

## Kariera reprezentacyjna
W reprezentacji Holandii Göbel zadebiutował 21 marca 1911 roku w wygranym 5:1 meczu Coupe van den Abeele z Belgią, rozegranym w Antwerpii. W 1912 roku zdobył z Holandią brązowy medal na Igrzyskach Olimpijskich w Sztokholmie. Od 1911 do 1919 roku rozegrał w kadrze narodowej 22 mecze.